# 汇丰街道 (太原市)
汇丰街道，是中华人民共和国山西省太原市尖草坪区下辖的一个街道办事处。

## 行政区划
汇丰街道下辖以下地区：
友喜社区、欣园社区、乾泽园社区、选煤社区、槐园社区、新兴社区、兴华西社区、兴华苑社区、汇丰苑社区、兴华东社区、集祥社区、丰颂苑社区、华硕苑社区、大东流村、小东流村和西流村。